# Ansambel Pogum
Ansambel Pogum je slovenska narodnozabavna zasedba, ki deluje od leta 2000. Sedež ima v Škocjanu.
Gre za petčlansko zasedbo z inštrumentalnim triom in štiriglasnim petjem. Na festivalih narodnozabavne glasbe je ansambel osvojil vrsto nagrad.

## Zasedba
Ansambel Pogum sestavljajo:
- Andrej Jurečič – vodja, ritem in solo kitara, vokal (1. bas);
- Mitja Jurečič – kontrabas, bariton, vokal (2. bas);
- Matevž Sodič – klaviature, harmonika;
- Emil Šinkec – ritem kitara, vokal (2. tenor);
- Darko Poglajen – vokal (1. tenor);

Sami kot nekakšnega šestega člana ansambla prištevajo tudi Jožeta Jurečiča, očeta članov ansambla Andreja in Mitje, saj jih že od samega začetka usmerja in jim svetuje na glasbeni poti.
V začetku leta 2024 je po skoraj četrt stoletja delovanja prišlo do prve kadrovske spremembe v ansamblu. Prvotnega harmonikarja in klaviaturista Dejana Veneta je zamenjal Matevž Sodič, ki je predtem igral v več zasedbah, med drugim tudi v Ansamblu Žargon, nazadnje pa v Ansamblu Azalea.

## Delovanje
Ansambel Pogum je bil ustanovljen marca 2000 v Škocjanu. Hitro po ustanovitvi so se začeli udeleževati različnih festivalov, na katerih so osvojili vrsto nagrad. H kvaliteti skladb je veliko pripomoglo tudi sodelovanje s priznanimi slovenskimi pisci melodij, kot so Franci Lipičnik, Jože Burnik, Tine Lesjak, Peter Fink in Jože Skubic, ter večkrat nagrajenimi tekstopisci, kot so Ivan Sivec, Majda Rebernik, Fanika Požek, Franc Ankerst, Vera Kumprej, Vera Šolinc in Jože Galič.
Ob izidu tretje zgoščenke leta 2004 so priredili svoj drugi promocijski koncert na prostem. Kot gosti so med drugim nastopili Ansambel Modrijani, Ansambel Navihanke in Ansambel Unikat.
Jeseni 2006 so se odpravili na turnejo po Kanadi, ki so jo organizirala slovenska priseljenska društva. Na njej so priredili 5 koncertov, in sicer v Prince Georgu, Vancouvru, Edmontonu, Calgaryju in Kelowni. Tamkajšnji slovenski izseljenci so jih toplo sprejeli.
Novembra 2007 so pripravili večji koncert v Horjulu.
Oktobra 2015 so ob 15-letnici ansambla v Športnem centru Otočec priredili velik koncert, na katerem so nastopili tudi Ansambel Modrijani, Fantje s Praprotna, Nuša Derenda, Ansambel Mladi Dolenjci, Ansambel Vikend, Ansambel Novi spomini in mnogi drugi.

## Uspehi
Ansambel Pogum je na festivalih osvojil naslednje nagrade:
- 2001: Festival Vurberk – 3. nagrada za izvedbo.
- 2001: Graška Gora poje in igra – Zlati pastirček in nagrada za najboljšo vokalno izvedbo.
- 2002: Festival Vurberk – 3. nagrada za izvedbo.
- 2002: Graška Gora poje in igra – Zlati pastirček in nagrada za najboljšo vokalno izvedbo.
- 2002: Festival Ptuj – Nagrada za najboljšo melodijo (nagrajenec Jože Burnik).
- 2003: Festival Vurberk – Zlati zmaj, 2. nagrada za izvedbo, nagrada predstavnikov radijskih postaj in Šifrarjeva plaketa.
- 2003: Graška Gora poje in igra – Zlati pastirček.
- 2003: Festival Ptuj – Korenova plaketa.
- 2004: Graška Gora poje in igra – Zlati pastirček in 1. mesto po izboru občinstva.
- 2005: Večer slovenskih viž v narečju – 1. nagrada občinstva.
- 2005: Graška Gora poje in igra – Zlati pastirček in 2. mesto po izboru občinstva.
- 2006: Festival Ptuj – Nagrada občinstva po mnenju TV gledalcev, radijskih poslušalcev in občinstva na prireditvi.
- 2012: Slovenska polka in valček – Najboljši valček: Nocoj boš spet sama.

## Diskografija
Ansambel Pogum je do sedaj izdal šest albumov:
1. Nikoli pozabljena (2001)
2. Kozolci (2003)
3. Zapoj, prijatelj stari (2004)
4. 5 let uspehov (2005)
5. Poljubi košček kruha (2006)
6. Nocoj boš spet sama (2012)

## Največje uspešnice
Ansambel Pogum je najbolj poznan po naslednjih skladbah: 
- Če boš jokala
- Nocoj boš spet sama
- Poljubi košček kruha
- Rum za pogum
- Tovornjakar
- Zapoj, prijatelj stari